# Episodi di Una bionda per papà (prima stagione)
La prima stagione della serie televisiva Una bionda per papà, composta da 22 episodi, è andata in onda negli Stati Uniti dal 20 settembre 1991 al 24 aprile 1992 sul canale ABC.
| nº | Titolo originale     | Titolo italiano            | Prima TV USA      | Prima TV Italia  |
| -- | -------------------- | -------------------------- | ----------------- | ---------------- |
| 1  | Pilot                | Il primo passo             | 20 settembre 1991 |                  |
| 2  | The Dance            | La febbre                  | 27 settembre 1991 |                  |
| 3  | Rules of the House   | Le regole non si discutono | 4 ottobre 1991    |                  |
| 4  | First Anniversary    | Il regalo                  | 11 ottobre 1991   |                  |
| 5  | Frank & Son          | Di padre in figlia         | 18 ottobre 1991   |                  |
| 6  | Pulling Together     | Tutti in squadra           | 25 ottobre 1991   | 22 novembre 1992 |
| 7  | Yo-Yo's Wedding      | Oggi sposo mio marito      | 1º novembre 1991  | 15 novembre 1992 |
| 8  | Just for kicks       | A ritmo di kung-fu         | 8 novembre 1991   |                  |
| 9  | Into the Woods       | Casa dolce casa            | 15 novembre 1991  | 6 dicembre 1992  |
| 10 | Mixed Messages       | Una segreteria tragicomica | 22 novembre 1991  |                  |
| 11 | A Day in the Life    | Una famiglia perfetta      | 29 novembre 1991  | 29 novembre 1992 |
| 12 | The New Car          | Furto d'auto               | 6 dicembre 1991   |                  |
| 13 | Getting Organized    | La notte degli UFO         | 13 dicembre 1991  |                  |
| 14 | Home Alone           | Party selvaggio            | 3 gennaio 1992    |                  |
| 15 | Drive, He Said       | Nessuno è perfetto         | 17 gennaio 1992   |                  |
| 16 | Bully for Mark       | Il segreto di Mark         | 7 febbraio 1992   |                  |
| 17 | The Boys in the Band | Una strana band            | 14 febbraio 1992  |                  |
| 18 | School Daze          | Impegni scolastici         | 21 febbraio 1992  |                  |
| 19 | Country Club         | Al circolo sportivo        | 28 febbraio 1992  |                  |
| 20 | Daddy's Girl         | La ragazza del nonno       | 6 marzo 1992      |                  |
| 21 | He Wanted Wings      | Volere volare              | 27 marzo 1992     |                  |
| 22 | Beauty Contest       | Concorso di bellezza       | 24 aprile 1992    |                  |

## Il primo passo
- Titolo originale: Pilot
- Diretto da: Richard Correll
- Scritto da: William Bickley e Michael Warren (IV)

### Trama
Frank Lambert vive con i figli JT, Al e Brendan e la sua vicina Carol Foster con i figli Dana, Karen e Mark. Si viene a sapere che Carol e Frank si sono sposati di nascosto mentre erano in Giamaica; i due decidono inizialmente di fare finta di nulla coi rispettivi figli per dar loro il tempo di conoscersi, ma il loro piano salta e così Frank decide di trasferirsi con i figli a casa della neo-moglie. Le due famiglie appaiono molto diverse tra loro e apparentemente incompatibili. Durante i primi giorni di convivenza, Al dice a Frank di avere mal di pancia, ma questi crede che lei lo dica solo per non andare a scuola; invece Carol la capisce e decide di chiamare un medico. Al finisce così all'ospedale con l'appendicite; questo episodio porta le due famiglie ad avvicinarsi leggermente e soprattutto spinge Al a prendere fiducia nella sua nuova madre Carol.
- Guest star: Bruce Jarchow (dottore), Peggy Mannix (cliente)

## La febbre
- Titolo originale: The Dance
- Diretto da: Richard Correll
- Scritto da: John B. Collins

### Trama
Steve Urkel si schianta nel giardino dei Lambert mentre questi stanno facendo un pic-nic. Nel frattempo Al ha un po' di paura per il suo ballo scolastico che sta per arrivare; Steve le fa capire che non si deve preoccupare e le spiega che deve essere se stessa.
- Guest star: Jaleel White (Steve Urkel), Scott Ferguson (Roger), Geoffrey Tozer (D.J.)
- Nota. Originariamente questo episodio faceva parte di un crossover con la serie  Otto sotto un tetto.

## Le regole non si discutono
- Titolo originale: Rules of the House
- Diretto da: Richard Correll
- Scritto da: Alan Eisenstock e Larry Mintz

### Trama
Le regole di Carol per gestire la casa fanno diventare matti i Lambert, in particolare quella che prevede che non si possa guardare la TV per più 6 ore la settimana. Frank e i figli provano a spiegarle la situazione, ma lei non li vuole ascoltare, fino a quando Al non decide di scappare di casa perché non sopporta più quelle regole.

## Il regalo
- Titolo originale: First Anniversary
- Diretto da: Richard Correll
- Scritto da: Julia Newton

### Trama
Il nipote di Frank, Cody, passa a vivere nel suo furgone nel giardino di casa Lambert. I suoi modi molto eccentrici, che piacciono molto a JT, fanno infuriare Dana. JT scommette con lui che non sarebbe riuscito ad uscire con Dana. Questa, scoperta la scommessa, pur di vedere JT perderla, acconsente ad uscire con Cody, ma questo si innamora di lei sul serio.
- Nota. Prima apparizione di Sasha Mitchell come Cody.

## Di padre in figlia
- Titolo originale: Frank and Son
- Diretto da: Richard Correll
- Scritto da: Robert Griffard e Howard Adler

### Trama
JT inizia a lavorare per la compagnia di Frank, ma in questo lavoro non sembra andare molto bene. Avendo bisogno di soldi, il giovane decide di aiutare Carol nel suo lavoro da estetista, fino a diventare il suo "uomo shampoo", un lavoro che gli piace perché ha a che fare con diverse belle ragazze. Nel frattempo Dana deve costruire una casetta per gli uccelli per scuola, mentre Al deve relazionare il libro di Tom Sawyer. Entrambe non riescono a terminare i rispettivi compiti, fino a che Brenden non dà loro un'idea.
- Guest star: Sandra Alexander (Janet), Kathy Christopherson (Rachel), Pattie Tierce (sig.ra Baxter), Michelle Buffone (Eleanor), Judy Kerr (sig.ra Radley), Jean Pflieger (cliente)

## Tutti in squadra
- Titolo originale: Pulling Together
- Diretto da: John Tracy
- Scritto da: Ross Brown e Joe Fisch

### Trama
Frank e Carol decidono di iscrivere l'intera famiglia agli annuali Giochi di Port Washington. Ma, mentre JT, Al e Brendan sono esperti in questo tipo di competizioni, i più civili Dana, Karen e Mark trovano questi barbarici. I Foster decidono di partecipare comunque con risultati prevedibili. L'abilità dei Lambert sarà ad ogni modo sufficiente a consentire la vittoria all'ultimo gioco, grazie al fondamentale supporto di Cody.
- Guest star: Matthew Warren (Rolf), Rusty Schmidt (Inga), Dan Eisenstein (Leif), Michael McManus (Papa Larson), Kelly Connell (Norbert), Sage Allen (Mama Larson), Brandon Crane (Sven), Michael Stanton (Clyde)

## Oggi sposo mio marito
- Titolo originale: Yo-Yo's Wedding
- Diretto da: John Tracy
- Scritto da: Meredith Siler

### Trama
Il matrimonio di Frank e Carol viene dichiarato illegittimo; così decidono di sposarsi a casa loro proprio il giorno della festa di compleanno di Brendan. Ma visto che il clown, a cui il piccolo teneva molto, comunica all'ultimo momento di non poter venire alla festa, Frank lo sostituisce; non farà però a tempo a cambiarsi d'abito prima che inizi il matrimonio.
- Guest star: Bryan O'Byrne (rev. Wallace), Yvette Freeman (Doris), John David Conti (giudice), John Kidwell (Scotty)

## A ritmo di kung-fu
- Titolo originale: Just for Kicks
- Diretto da: Larry Mintz
- Scritto da: Alan Eisenstock

### Trama
Dana e la sua amica Berenice decidono di andare in un nightclub per ascoltare le canzoni di un cantante folk. Ma le due giovani subiscono delle molestie da parte di alcuni frequentatori del bar; Berenice riesce a fuggire, mentre Dana sarà salvata solo dall'intervento di Cody e Frank.
- Guest star: Ami Foster (Bernice), Anthony Mangano (Psycho), Michael Goldfinger (Ducky), Joey Pipis (Arlo Prime), Marie Caldare (donna #1), Sharon Lee Jones (donna #2)

## Casa dolce casa
- Titolo originale: Into the Woods
- Diretto da: Richard Correll
- Scritto da: Ross Brown

### Trama
I Foster e i Lambert vanno in campeggio nel bosco, con l'obiettivo di avvicinare e legare tra di loro i ragazzi della famiglia. Inizialmente questo tentativo non sembra andare a buon fine.

## Una segreteria tragicomica
- Titolo originale: Mixed Messages
- Diretto da: James O'Keefe
- Scritto da: Seth Weisbord

### Trama
Carol compra una segreteria telefonica e chiede ai ragazzi di scrivere ogni messaggio che arriva prima di cancellarlo. Karen riceve una chiamata da un ammiratore e non si ricorda di scrivere il messaggio seguente che avvisava Frank di non andare in un edificio in quanto questo sta per essere demolito. Così Frank non riceve il messaggio e rischia la vita nell'edificio. Quando scopre che il suo capo aveva lasciato un messaggio, distrugge la segreteria e si arrabbia con Karen.

## Una famiglia perfetta
- Titolo originale: A Day in the Life
- Diretto da: John Tracy
- Scritto da: Robert Griffard e Howard Adler

### Trama
Una truppa televisiva di una TV americana vuole realizzare un documentario sulla nuova vita della famiglia Foster-Lambert. Ma tutto quello che entra nel documentario sono le divisioni tra i vari componenti della famiglia, facendo così impazzire Frank e Carol che sono impegnati a "falsare" il documentario spingendo i figli ad andare d'accordo. Dana saggiamente intuisce l'importanza di questo documentario per la famiglia e convince tutti a sospendere le ostilità.
- Guest star: Dan Gilvezan (Roger), Gilmore Rizzo (cameraman)

## Furto d'auto
- Titolo originale: The New Car
- Diretto da: John Tracy
- Scritto da: Julia Newton

### Trama
Carol compra una macchina nuova che JT, non ancora patentato, usa per andare ad un appuntamento. La macchina viene rubata, rendendo JT molto preoccupato.
- Guest star: Steve Vinovich (Mel Fensky), Michele Matugiea (Mandy), Kelly Connell (Norbut Shubb)

## La notte degli UFO
- Titolo originale: Getting Organized
- Diretto da: John Tracy
- Scritto da: Robert Griffard e Howard Adler

### Trama
Carol aiuta Frank a riordinare il suo disordinato ufficio. In particolare, lo convince a trasferire alcuni documenti su un computer; questo si rivela molto utile, ma quanto accidentalmente il contenuto viene perso a causa di un backup non eseguito, i due sono costretti ad andare a recuperare le copie cartacee dei documenti dal bidone della spazzatura. Nel frattempo, Cody e JT, ossessionati dagli UFO, cercano di convincere Dana e Karen della loro esistenza. Le due sorelle decidono di giocare uno scherzo ai due Lambert, ma questo si ritorce contro di loro.

## Party selvaggio
- Titolo originale: Home Alone
- Diretto da: John Tracy
- Scritto da: John B. Collins

### Trama
Frank e Carol decidono di trascorrere un periodo da soli, lasciando a Dana la responsabilità della casa, con la regola di non invitare nessuno. La giovane però ignora questa regola e senza che lei possa intervenire nasce una festa. Frank e Carol arrivano appena in tempo per sistemare le cose che nel frattempo sono andate peggiorando sempre di più.
- Guest star: Philip Charles MacKenzie (Philip il barman), Mark Clayman (Hank), Melissa Baum (Ally), Brendan Bickley (ospite della festa), Jacob Kenner (Kevin), Ken Kerman (vigile del fuoco), Don Jeffcoat (Jonah), Michael Cudlitz (Ed)

## Nessuno è perfetto
- Titolo originale: Drive, He Said
- Diretto da: Richard Correll
- Scritto da: Joe Fisch

### Trama
Dana e Frank devono entrambi sostenere gli esami di guida, lei per ottenere la sua prima patente, lui per rinnovare la sua. Mentre la giovane riuscirà brillantemente a passare gli esami, Frank avrà qualche problema in più.
- Guest star: Steve Carlisle

## Il segreto di Mark
- Titolo originale: Bully for Mark
- Diretto da: James O'Keefe
- Scritto da: Julia Newton

### Trama
Mark rivela alla famiglia di essere oggetto di un bullismo da parte di un compagno di classe chiamato Max. Tra lo stupore generale, questo si rivela una apparentemente dolce ragazza. Al sistema la questione a modo suo. Nel frattempo, Dana, autrice del giornalino della scuola, scrive un articolo negativo su JT, ma questo lo scopre e si vendica.
- Guest star: Erika Flores (Max)

## Una strana band
- Titolo originale: The Boys in the Band
- Diretto da: Richard Correll
- Scritto da: Joe Fisch

### Trama
Al forma una rock band con quattro sue amiche. Durante la serata del loro debutto, presso un bowling che Frank ha recentemente ristrutturato, le ragazze sono malate; Al sarà così costretta a trovare delle sostitute. Dana e Karen decidono di partecipare. JT e Cody, vestiti da donne, saranno costretti a prendere parte alla serata.
- Guest star: Tom LaGrua (Sid Greco), Molly Morgan (Pam), Jaclyn Bernstein (Patty), Krista Murphy (Robyn), Shanelle Workman (Jill)

## Impegni scolastici
- Titolo originale: School Daze
- Diretto da: Richard Correll
- Scritto da: Meredith Siler

### Trama
Carol decide di tornare a scuola, ma non si rende conto di avere già troppi impegni per aggiungerne un altro. Tutti i ragazzi cercano di darle una mano, ma il loro aiuto non è sufficiente e talvolta, al contrario, è dannoso.
- Guest star: Craig Benton (Prof. Russell)

## Al circolo sportivo
- Titolo originale: Country Club
- Diretto da: John Tracy
- Scritto da: Larry Eisenstock e Alan Mintz

### Trama
Carol viene invitata con la famiglia in un country club. All'inizio Frank è riluttante all'idea, ma piano piano, anche grazie al fatto che prende parte ad un torneo di golf, diventa sempre più entusiasta e addirittura riceve un'offerta di lavoro. Dana si innamora del figlio del tizio che ha promesso il lavoro a Frank, ed è arrabbiata del fatto che Frank la fa continuamente sentire in imbarazzo al club. Ma quando scopre che il lavoro offerto a Frank in realtà è una bufala ed è servito solo per vincere il torneo, cambia radicalmente opinione sul club e sui suoi frequentatori.
Guest star: David Lascher (Greg), Tom O'Connor (Patterson), Casey Sander (Chipper), Del Hinkley (dott. Collingwood), David Lipper (ragazzo #1), Brendan Bickley (ragazzo #2), Jack Lynch (bambino), Laurel Adams (donna)

## La ragazza del nonno
- Titolo originale: Daddy's Girl
- Diretto da: Richard Correll
- Scritto da: Robert Griffard e Howard Adler

### Trama
Il padre di Frank viene in visita con la sua nuova fiamma. Ma Frank la riconosce come una spogliarellista che aveva incontrato tempo addietro.
- Guest star: Tiffani Thiessen (Tina), Richard Roat (Bill Lambert), Sherry Hursey (Luanne Dexter), Joshua Waggoner (Kevin), Don Jeffcoat (Jonah)

## Volere volare
- Titolo originale: He Wanted Wings
- Diretto da: John Tracy
- Scritto da: Joe Fisch

### Trama
Giunto vicino ai quarant'anni, Frank decide di realizzare il sogno della sua vita: diventare un pilota di aerei.
- Guest star: George Wagner (Mel), Josh Chapman (Jim)

## Concorso di bellezza
- Titolo originale: Beauty Contest
- Diretto da: John Tracy
- Scritto da: Sally Lapiduss e Pamela Eells

### Trama
Karen e Carol fanno parte di un concorso di bellezza madre-figlia, nel quale però le regole di voto sono un po' troppo maschiliste.
- Guest star: Jim Jansen (Howard Gordon), Troy Shire (Bob Gordon), Dana Craig (Grand Mallard), Nancy Priddy (Doris), Meg Harrington (Arlene)